# Gornje Svarče
Gornje Svarče (en serbe cyrillique : Горње Сварче) est un village de Serbie situé dans la municipalité de Blace, district de Toplica. Au recensement de 2011, il comptait 85 habitants.

## Démographie
| 1948 | 1953 | 1961 | 1971 | 1981 | 1991 | 2002 | 2011 |
| ---- | ---- | ---- | ---- | ---- | ---- | ---- | ---- |
| 530  | 592  | 440  | 318  | 224  | 178  | 128  | 85   |

|  |